# Економско-трговинска школа Бор
Економско трговинска школа је школа у Бору је средња школа основана 1990. год. Налази се на крају града у улици Београдска 10. То је модерна и савремена школа, тренутно верификована за два подручја рада: економија, право и администрација и трговина, угоститељство и туризам. Од 2000. године број ученика у школи константно расте. Наставни кадар у школи је веома млад и спреман за рад и усавршавање. Школа учествује у разним пројектима, првенствено невладиних организација. Карактеристично за ову школу је велики број факултативних и додатних активности које реализују наставници школе са својим ученицима.